# Ituzaingó (Corrientes)
Ituzaingó – argentyńskie miasto leżące w prowincji Corrientes, na południowym brzegu rzeki Parana. Stolica departamentu Ituzaingó. 
Według spisu z roku 1991 miasto liczyło 16 995 mieszkańców, a w 10 lat później, spis z roku 2001 wykazał 19 073 mieszkańców.